# 醴陵市第一中学
27°39′36″N 113°30′09″E / 27.659888°N 113.502631°E
醴陵市第一中学，或简称醴陵一中，是一所位于中华人民共和国湖南省株洲市醴陵市的全日制公办高级中学，1905年成立渌江中学堂，为采行新式教育理念的学校，1951年合并醴陵县内两所私立中学并更名为醴陵县第一中学，1985年随醴陵撤县建市而易今名。该校也是湖南省示范性中学之一。

## 历史
在清朝以前，醴陵县城朱子祠附近即有青云学宫，一些有志之士曾在当地求学；清乾隆十八年（1753年），时任醴陵县知县管乐改学宫为渌江书院:6，道光九年（1829年），学校迁址，在此期间，书院以学风严谨著称，包括左宗棠在内的一些知名学者都曾在该校执教。光緒二十七年（1901年），清政府採取教育改革措施，下詔改全國書院為學堂；因此在1904年，渌江书院改制为渌江高等小学堂，翌年，醴陵在地的知识分子文俊铎、宁调元等人将小学堂增建为渌江中学堂，开始传播新式教育理念:36。
中华人民共和国成立后，渌江中学堂由新成立的醴陵县人民政府接管，并更名为醴陵县立中学。1951年，醴陵县县立中学和私立湘东完全中学、私立遵道初级中学合并为公立的醴陵县第一中学:36。1966年至1976年文化大革命期間，該校的教師遭到批鬥、正常教學秩序遭到嚴重破壞:37。
文化大革命結束後，醴陵一中恢复正常教学秩序；1985年，学校因醴陵撤县建市而改名为醴陵市第一中学:86。1990年，醴陵一中与同属株洲市的株洲市第二中學、株洲縣第五中學以及茶陵縣第一中學等数所中学获湖南省教育厅列为湖南省属重点中学:37。其建制亦延續至今。

## 现况
醴陵市第一中学今校址在湖南省醴陵市渌水北岸，校园内有综合服务大楼、塑胶田径运动场、科教馆及图书馆等教學設備；另外醴陵八景中的瑞渌池、省级文物梯云阁及遵道楼均座落于此。校图书馆名为青云书院，2013年4月建成使用，因设计理念先进，曾获得“美国缪斯设计奖”等奖项。
醴陵市第一中學主要面向所在地醴陵市招收初中畢業生；作為湖南省屬重點中學，醴陵一中的錄取分數線高於同縣其他高級中學，其培養的學生中也不乏考入北京大學及清華大學等中国大陆重點高校者。

## 著名校友
自前身渌江中学堂于1905年创立以来，醴陵市第一中学已经培养了超过十万名合格的毕业生，其中军政界的知名校友包括李立三、左权、陈明仁、宋时轮、耿飚等人，学术界则有刘佛年、彭道儒等人。